# Spektroskopia SHINERS
Spektroskopia SHINERS (ang. Shell-isolated Nanoparticle-Enhanced Raman Spectroscopy) – rodzaj powierzchniowo wzmocnionej spektroskopii ramanowskiej SERS (ang. Surface-Enhanced Raman Spectroscopy), w której wzrost efektywności rozpraszania ramanowskiego jest indukowany przez nanocząstki plazmoniczne pokryte cienką warstwą przeźroczystego dielektryka np. SiO
2, ZrO
2 lub MnO
2. Technika ta została zaproponowana w 2010 roku przez grupę badawczą Tian Zhongqun z chińskiego Xiamen University. Spektroskopia SHINERS polega na pokrywaniu nanorezonatorów elektromagnetycznych warstwą ochronną, a następnie zarejestrowaniu widma Ramana danej powierzchni, na której znajdują się zabezpieczone nanocząstki plazmoniczne. Ważnym aspektem podczas zabezpieczania nanomateriału powłoką ochronną jest jej grubość: warstwa musi być ultra-cienka (2–5 nm), aby nie tłumić wzmocnienia pola elektrycznego generowanego na zewnątrz zabezpieczonego układu plazmonicznego.

## Zalety
Główną zaletą metody SHINERS, w stosunku do standardowej metody SERS, jest możliwość jej wszechstronnego zastosowania, także do badania próbek nie wykazujących właściwości plazmonicznych. Pokrycie nanocząstek plazmonicznych warstwą ochronną zapobiega ich aglomeracji, co zwiększa stabilność otrzymanych zoli nanocząstek. Kolejną zaletą jest możliwość zastosowania nanocząstek metali szlachetnych zabezpieczonych powłoką do badań próbek biologicznych, dla których kontakt z metalem ciężkim może powodować zmianę struktury próbki lub denaturację białek.

## Przykładowe zastosowania
- Detekcja pestycydu (parationu metylowego) na skórce pomarańczy[5].
- Wykrywanie nielegalnych dodatków do żywności, na przykład melaminy[6].
- Monitorowanie reakcji katalitycznych[7].
- Wykrywanie biomolekuł in vivo[8].

## Tworzenie warstwy ochronnej
Nanocząstki metali plazmonicznych są najczęściej pokrywane powłoką zabezpieczającą z krzemionki (SiO2), która zwykle powstaje w wyniku rozkładu Na
2SiO
3 lub ortokrzemianu tetraetylu (TEOS), (EtO)
4Si. W przypadku metakrzemianu sodu wykorzystuje się zazwyczaj procedurę zaproponowaną przez Mulvaneya et al. w 2003 roku. Polega ona na dodaniu zakwaszonego roztworu Na
2SiO
3 do zolu otrzymanych wcześniej nanocząstek plazmonicznych i pozostawia się tak sporządzony roztwór na około 6 dni, z włączonym mieszaniem. Znacznie szybsza jest druga metoda, w której warstwa krzemionki powstaje poprzez rozkład ortokrzemianu tetraetylu katalizowany przez amoniak.